# Níkos Engonópoulos
Níkos Engonopoulos (em grego: Νίκος Εγγονόπουλος (Atenas, 21 de octubro de 1910 – 31 de outubro de 1985) foi um pintor e poeta grego moderno. É um dos membros mais importantes da geracão grega dos anos 1930, bem como um importante artista do movimento surrealista grego, sendo o mais fiel à sua ortodoxia. Sua obra como escritor também inclui crítica e ensaios. 
Começa no Surrealismo com "Não fale com o motorista" (1939), livro de poemas em prosa. Seus livros sempre possuíam epígrafes de André Breton. Apesar da importância do seu trabalho, teve reconhecimento tardio como artista, tendo seus quadros sido expostos na Bienal de São Paulo e na de Veneza. Estudou em Constantinopla, Paris e Atenas.
De 1942 a 1943, durante a ocupação ítalo-germânica da 2ª Guerra, escreve um épico de versos longos à moda dos versículos bíblicos, intitulado "Bolívar", evocando ao herói com analogias com heróis gregos reais antigos, para exaltar os guerrilheiros e sabotadores que na Grécia lutavam contra os invasores.  